# Neue Künstlervereinigung München

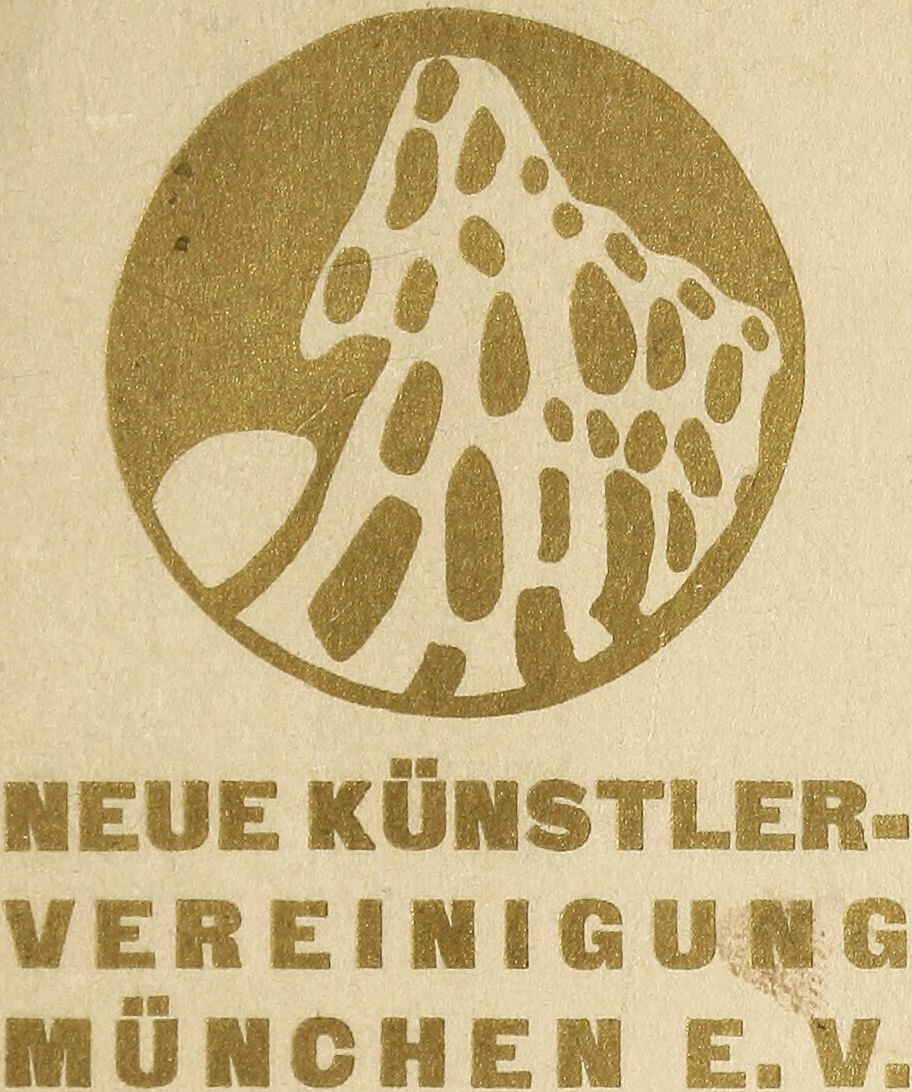
Logotyp för N.K.V.M.

Neue Künstlervereinigung München (N.K.V.M.) bildades 1909 i kretsen kring konstnären Vasilij Kandinskij och var en föregångare till Der Blaue Reiter.

## Historisk bakgrund
Föregångaren till N.K.V.M. var "Brüderschaft von Sankt Lukas", som den ryska målaren Marianne von Werefkin hade samlat omkring sig 1897 i sitt hem i München i stadsdelen Schwabing i sin "rosa salong". Medlemmarna ansåg sig själva vara med i Sankt Lukas-gillets tradition. Redan då planerade man "Manifestationer, det vill säga utställningar".
Idén till N.K.V.M. föddes också i Werefkins salong (före jul 1908). Förutom Werefkin var Alexej von Jawlensky, Adolf Erbslöh och den tyske entreprenören, konstsamlaren, flygpionjären och musikern Oscar Wittenstein med och grundade "den nya konstnärsföreningen". Gabriele Münter och Wassily Kandinsky informerades till en början inte om projektet. Detta retade Kandinsky, vilket till viss del förklarar hans tveksamhet när han erbjöds att ta över ordförandeskapet i N.K.V.M. i januari 1909.

## Stiftelse, medlemmar och mål
Den 22 januari 1909 skrevs stiftelsens stadgar. Från början var Vladimir Georgievich Bechterev, Th. E. Buttler, Adolf Erbslöh, Leonhard Frank, Gustav Freytag, Thomas Hartmann, Alexej von Jawlensky, Wassily Kandinsky, Alexander Kanoldt, Marga Kanoldt-Zerener, Johanna Kanoldt Alfred Kubin, Gabriele Münter, Charles Johann Palmié, Hugo Schimmel, konsthistorikern Heinrich Schnabel, Marianne von Werefkin och Oscar Wittenstein medlemmar. Samma år gick Paul Baum, Erma Bossi, Pierre Girieud, Karl Hofer, Moissey Kogan och den ryske dansaren Alexander Sacharoff med i den. Av dessa utträdde under årens lopp Baum, Buttler, Frank, Kanoldt-Zerener, Palmié och Schimmel.